# Esquirol pigmeu de plana
L'esquirol pigmeu de plana (Exilisciurus exilis) és una espècie de rosegador de la família dels esciúrids. Viu a les illes de Borneo (Brunei, Indonèsia i Malàisia) i Banggi (Malàisia). Els seus hàbitats naturals són les planes i els turons baixos. Està amenaçat per la pertorbació del seu entorn per l'activitat humana. El seu nom específic, exilis, significa ‘petit’ en llatí.